# Corps politique
Le corps politique est un concept de philosophie politique qui désigne l'ensemble des citoyens d'un État. Il a été introduit par Thomas Hobbes dans son De Cive.

## Concept
L’État, en tant qu'abstraction, n'est situé nulle part en particulier, et est donc partout. Il se trouve donc dans la pluralité des citoyens qui composent le corps politique. Jean-Jacques Rousseau scinde, selon Bruno Bernardi, la théorie du corps politique en deux parties. Il y a, en premier, la question de la constitution du corps politique (sa souveraineté), et, ensuite, la question de l'administration du corps politique (son gouvernement).
Dans ses cours de préparation à l'agrégation de philosophie, Émile Durkheim dressait un parallèle entre la science physique et la sociologie. Il énonce que « la science a pour objet tout ce qui est corps, et la société est un corps elle-même, elle est le corps politique. La science de la société fait donc partie du même cycle que les autres sciences ». 
L'homologie entre les sciences et le corps politique a été utilisée par Voltaire pour réfléchir aux maux dont le corps politique peut souffrir. « Il en est du corps politique », affirme-t-il, « comme du corps humain : on distingue un état sain et bien constitué d'un état malade ». Voltaire soutient que les maladies du corps politique trouvent leur origine dans « l'abus du pouvoir souverain, ou de la mauvaise constitution de l’État », et que donc « il faut en chercher la cause dans ceux qui gouvernent ».
Le corps politique peut, par homologie, se retrouver incarné dans le corps du dirigeant. Il s'agit de la thèse des Deux Corps du roi. Lorsque le dirigeant n'est plus un roi mais un homme ou une femme politique élu, le corps politique se trouve sécularisé en la personne du dirigeant élu.